# Solanum euacanthum
Solanum euacanthum là loài thực vật có hoa trong họ Cà. Loài này được Phil. miêu tả khoa học đầu tiên năm 1870.